# Tiếng Hindustan
Hindi-Urdu (هندی اردو, हिंदी उर्दू) là một ngôn ngữ Ấn-Iran và là lingua franca (ngôn ngữ chung) ở Bắc Ấn Độ và Pakistan. Hindi-Urdu còn được biết đến với tên Hindustan (हिन्दुस्तानी, ہندوستانی, Hindustānī, nghĩa đen: 'của Hindustan'), Hindavi hay Rekhta.